# Héctor Bracamonte
Héctor Andrés Bracamonte (Coronel Baigorria, Córdoba, Argentina; 16 de febrero de 1978) es un exfutbolista argentino. Jugó la mayor parte de su carrera desempeñándose como delantero.

## Trayectoria
Jugó en Asociación Atlética Estudiantes de su ciudad, hasta 1997 donde pasó al Club Atlético Boca Juniors. En 1999 pasó al Club Atlético Los Andes de Lomas de Zamora, donde jugó 26 partidos y marcó 9 goles. En el año 2000 ficha para el Badajoz de España donde jugó 92 partidos y marcó 19 goles.
Regresó a Argentina en 2002 y se unió a las filas de Boca Juniors donde jugó 39 partidos, marcó 17 goles y se hizo conocido por sus goles y su afición a la música.
En 2003 se marcha a Rusia y permanece por 9 años. Jugó en el FC Moscú, Terek Grozny y FC Rostov. En 2012 ficha por Rosario Central para disputar la Primera B Nacional de la mano de Miguel Ángel Russo. Marca su primer gol con la camiseta canalla un 22 de septiembre de 2012 contra Atlético Tucumán. Tras jugar, decide rescindir su contrato con el club y marcharse.
A principios de 2013 fue fichado por Sarmiento de Junín para reforzar la delantera del "Verde". A pesar de no haber realizado pretemporada, dijo que no le iba a ser difícil adaptarse al funcionamiento del equipo. Se retiró futbolísticamente en esa institución.
Desde ese momento, tuvo apariciones en los medios, tocó con su banda de rock y siguió metido en el mundo fútbol pero desde otro lugar. Dirigió en las Inferiores de Boca Juniors. Después fue coordinador de las Inferiores del club Huracán, donde intentó abordar la realidad de los juveniles desde un aspecto social además del futbolístico. Luego se desempeñó como ayudante de campo de Pablo Guiñazú en su fugaz paso por Atlético Tucumán y como entrenador de Cerro Largo, en Uruguay en el año 2022.
Desde abril del 2023 trabaja en la estructura técnica, que se encargará del scouting, videoanálisis, mercado de pases y jerarquización del club Estudiantes de Rio Cuarto.

## Clubes
| Club               | País      | Año       | PJ  | Anotado | Prom. |
| ------------------ | --------- | --------- | --- | ------- | ----- |
| Boca Juniors       | Argentina | 1998-1999 | 1   | 0       | 0     |
| Los Andes          | Argentina | 1999-2000 | 26  | 9       | 0,35  |
| Badajoz            | España    | 2000-2001 | 92  | 19      | 0,21  |
| Boca Juniors       | Argentina | 2002-2003 | 39  | 17      | 0,44  |
| FC Moscú           | Rusia     | 2003-2009 | 137 | 39      | 0,25  |
| Terek Grozny       | Rusia     | 2009-2011 | 38  | 4       | 0,11  |
| FC Rostov          | Rusia     | 2011-2012 | 27  | 7       | 0,25  |
| Rosario Central    | Argentina | 2012      | 9   | 1       | 0,11  |
| Sarmiento de Junín | Argentina | 2013-2014 | 0   | 0       | 0,00  |